# Naomi Wolf
Naomi Wolf (San Francisco, 12 de novembre de 1962) és una escriptora i consultora política jueva estatunidenca. Amb la publicació de la seva obra The Beauty Myth es va convertir en una de les principals representants de la que seria coneguda com la tercera ona del feminisme.

## Biografia
Wolf va néixer en San Francisco a una família jueva. La seva mare és Deborah Goleman, antropòloga i autora de The Lesbian Comunity. El seu pare és l'escriptor Leonard Wolf, autor de novel·les gòtiques de terror. Va estudiar literatura anglesa a la Universitat Yale i va treballar a la Universitat d'Oxford. Va estar casada amb el periodista i col·laborador de Bill Clinton, David Shipley, amb el qual va tenir dos fills.

## Obres

### The Beauty Myth
A principis dels anys noranta, Wolf va aconseguir fama internacional com a representant de la tercera ona del feminisme com a resultat de l'èxit del seu primer llibre, The Beauty Myth, que va arribar a convertir-se en un supervendes internacional.
En el llibre, argumenta que el concepte de "bellesa" com un valor normatiu és construït per complet socialment i que el patriarcat determina el contingut d'aquesta construcció amb l'objectiu de reproduir la seva hegemonia.
Wolf postula la idea d'una "dama de ferro" (iron-maiden), un estàndard intrínsecament inassolible que s'utilitza per castigar a les dones físicament i psicològicament pel seu fracàs a l'hora d'aconseguir-ho i adaptar-se a ell. Wolf crítica la moda i les indústries de bellesa com a instruments d'explotació de la dona, però afirma que el mite de la bellesa s'estén a altres àrees de la societat. Wolf escriu que les dones haurien de tenir "la possibilitat de fer el que desitgin amb les seves cares i cossos sense ser castigades per una ideologia que usa actituds, pressió econòmica i, fins i tot, sentències judicials sobre l'aparença de les dones per minar-les psicològicament i políticament". Wolf defensa que les dones són atacades pel "mite de la bellesa" en cinc àrees: treball, religió, sexe, violència i fam.

### The End of America

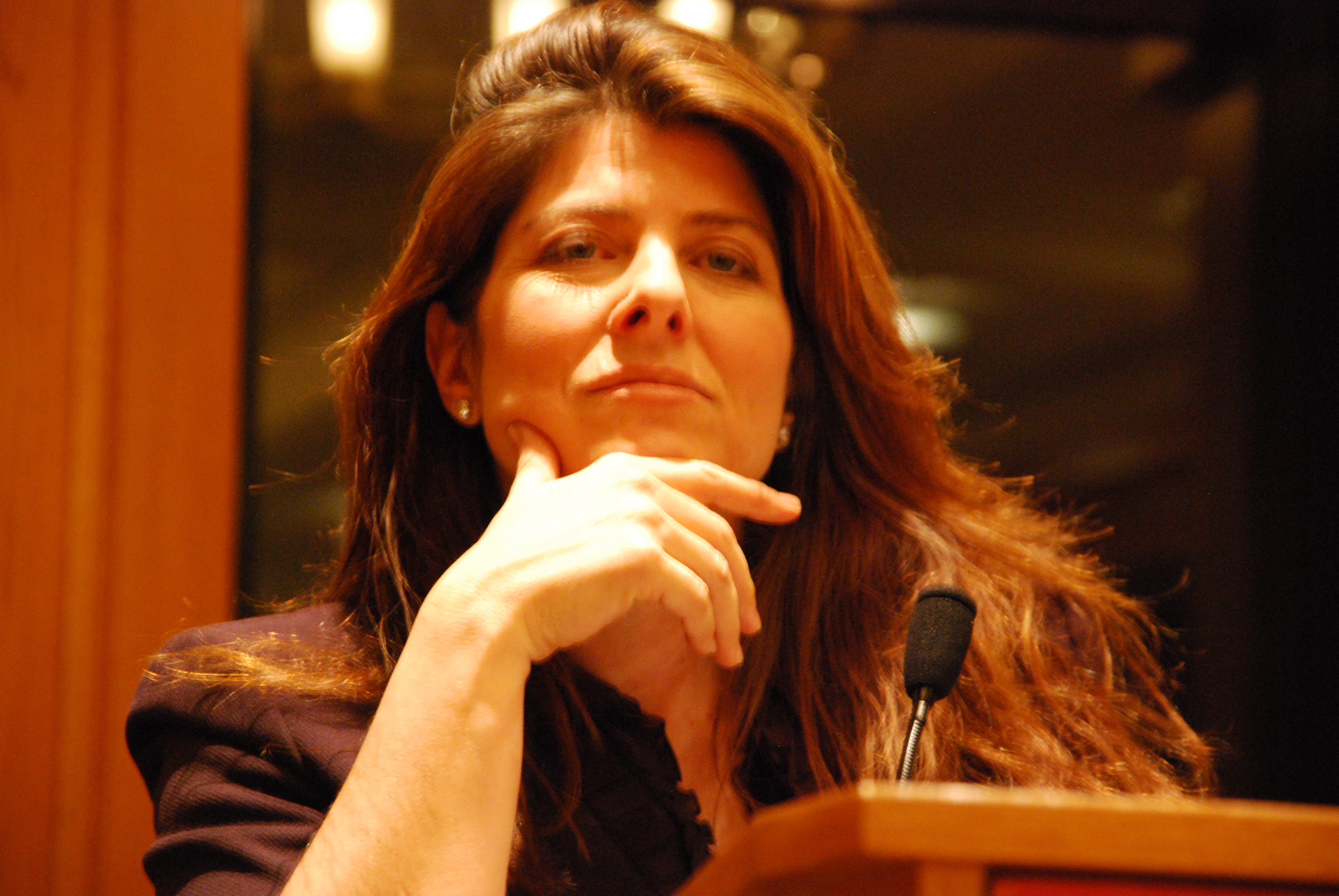
Naomi Wolf en una conferència en la Brooklyn Law School, 29 de gener de 2009

A la seva obra The End of America: A Letter of Warning to a Young Patriot, Wolf realitza una anàlisi històrica de l'origen del feixisme perfilant els deu passos necessaris perquè un grup (o un govern) destrueixi el caràcter democràtic d'una nació o un estat i subverteixi l'ordre de llibertat prèviament existent.
1. Invocació d'un enemic terrorífic intern o extern.
2. Creació de presons secretes on dur a terme tortures.
3. Desenvolupament d'una casta o força paramilitar no responsable davant els ciutadans.
4. Establiment d'un sistema de vigilància intern.
5. Fustigació de grups de ciutadans.
6. Posada en pràctica de detencions i alliberaments arbitraris.
7. Prendre com a objectiu individus claus.
8. Control de la premsa.
9. Considerar als dissidents polítics com a traïdors.
10. Suspensió de l'imperi de la llei.[6]

El llibre detalla com aquesta pauta va ser posada en pràctica a l'Alemanya nazi, la Itàlia feixista, i altres llocs, i analitza la seva emergència i aplicació a la política dels Estats Units posterior als atacs de l'11 de setembre.
The End of America va ser adaptat per a la pantalla com un documental per Annie Sundberg i Ricki Stern. Va ser estrenat en el Hamptons International Film Festival el 27 d'octubre de 2008. End of America va rebre crítiques favorables del New York Times per Stephen Holden i en Variety Magazine.

## Arrest de 2011
El 20 d'octubre de 2011, Wolf va ser arrestada a Nova York durant les protestes conegudes com a Ocupa Wall Street. Va ser retinguda en custòdia durant una hora.